# Gérard Koch

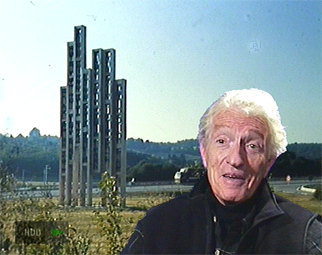
Gérard Koch (1995)

Gérard Koch  (* 10. März 1926 in Kaiserslautern; † 31. März 2014 in Paris) war ein deutsch-französischer Künstler.

## Leben
Gérard Koch wurde als Günther Manfred Julius Koch 1926 als Sohn des jüdischen Getreidehändlers Eugen Koch und der Zweibrückerin Amalie Eskles in Kaiserslautern geboren. Er wuchs in Zweibrücken auf. Im Jahre 1938 konnte er mit einem Rothschild-Kindertransport vor den Nazis nach Frankreich flüchten. Dort wurde er von einer französischen Familie adoptiert. In Toulouse absolvierte Koch eine Ausbildung zum Möbelschreiner, bevor er 1944 nach Israel auswanderte. Schließlich zog der Künstler 1950 nach Paris, wo er bis zu seinem Tod im Jahr 2014 lebte.

## Werk
In Israel lernte Gérard Koch von 1944 bis 1950 zunächst Bildhauerei bei Moshe Ziffer. Von 1950 bis 1956 studierte er an der Académie de la Grande Chaumière in Paris bei Emmanuel Auricoste Modellieren und bei Henri Laurens und Ossip Zadkine Bildhauerei. Daneben war er Atelierleiter bei Auricoste und Zadkine. In den 1950er Jahren arbeitete er zunächst figurativ. Seit Anfang der 1970er Jahre entstanden abstrakt-geometrische Plastiken aus Holz, Glas und Metall.

## Auszeichnungen
- 1965 Stipendium der Ford Foundation[3]
- 2010 Preis der Kulturstiftung Simone und Cino del Duca, Académie des Beaux-Arts, Paris[4]

## Ausstellungen
- 1956 Gérard Koch, Galerie La Spirale, Paris
- 2002 Gérard Koch, Galerie Bruno Delarue, Paris
- 2004 Gérard Koch, Theodor-Zink-Museum, Kaiserslautern
- 2011 Raumsequenzen, Landtag Rheinland-Pfalz, Mainz
- 2012 Raumsequenzen, Museum Pachen, Rockenhausen